# Olympische Sommerspiele 1932/Teilnehmer (Schweden)
| Gelbes Symbol für Goldmedaillen mit stilisierten Olympischen Ringen | Graues Symbol für Silbermedaillen mit stilisierten Olympischen Ringen | Braundes Symbol für Bronzemedaillen mit stilisierten Olympischen Ringen |
| ------------------------------------------------------------------- | --------------------------------------------------------------------- | ----------------------------------------------------------------------- |
| 9                                                                   | 5                                                                     | 9                                                                       |

Schweden nahm an den Olympischen Sommerspielen 1932 in Los Angeles mit einer Delegation von 81 Athleten (78 Männer und 3 Frauen) an 51 Wettkämpfen in zwölf Wettbewerben teil.
Die schwedischen Sportler gewannen neun Gold-, fünf Silber- und neun Bronzemedaillen. Olympiasieger wurden der Sportschütze Bertil Rönnmark im Liegend-Anschlag mit dem Kleinkalibergewehr, der Moderne Fünfkämpfer Johan Gabriel Oxenstierna, die Segler Tore Holm, Martin Hindorff, Olle Åkerlund und Åke Bergqvist in der 6-Meter-Klasse und die Ringer Erik Malmberg im Leichtgewicht, Ivar Johansson im Weltergewicht, Carl Westergren im Halbschwergewicht und Rudolf Svensson im Schwergewicht (jeweils im griechisch-römischen Stil) sowie Ivar Johansson im Mittelgewicht und Johan Richthoff im Schwergewicht (jeweils im Freistil).

## Teilnehmer nach Sportarten

### Boxen
- Allan Carlsson
Federgewicht: Bronze

- Thure Ahlqvist
Leichtgewicht: Bronze

- Nils Althin
Weltergewicht: im Achtelfinale ausgeschieden

### Fechten
- Sven Thofelt
Florett: 9. Platz

- Stig Lindström
Florett: 12. Platz

- Bo Lindman
Florett: im Halbfinale ausgeschieden

### Kunstwettbewerbe
- Martin Westerberg
- Maud von Rosen-Engberg
- Gösta von Hennigs
- Tore Strindberg
- Axel Sjöberg
- Eigil Schwab
- Anshelm Schultzberg
- Helmer Osslund
- Alice Nordin
- John Lundqvist
- Anders Lundin
- Vicke Lindstrand
- Bruno Liljefors
- Georg Lagerstedt
- Gustav Arvid Knöppel
- Arvid Källström
- Oscar Hullgren
- Edward Hald
- Isaac Grünewald
- Simon Gate
- Carl Fagerberg
- Carl Elmberg
- Carl Eldh
- Conrad Carlman
- Gösta Carell
- Stig Blomberg
- Gustaf Birch-Lindgren
- Acke Åslund
- David Wallin

### Leichtathletik
- Kell Areskoug
400 m: im Vorlauf ausgeschieden
400 m Hürden: 6. Platz

- Sten Pettersson
400 m: im Vorlauf ausgeschieden
400 m Hürden: im Halbfinale ausgeschieden

- Eric Ny
1500 m: 5. Platz

- Folke Skoog
1500 m: im Vorlauf ausgeschieden

- Jean-Gunnar Lindgren
5000 m: 5. Platz
10.000 m: 6. Platz

- Erik Pettersson
5000 m: 9. Platz

- Eric Svensson
Weitsprung: 4. Platz
Dreisprung: Silber

- Ossian Skiöld
Hammerwurf: 4. Platz

- Gunnar Jansson
Hammerwurf: 7. Platz

### Moderner Fünfkampf
- Johan Gabriel Oxenstierna
Einzel: Gold

- Bo Lindman
Einzel: Silber

- Sven Thofelt
Einzel: 4. Platz

### Radsport
- Bernhard Britz
Straßenrennen: Bronze 
Mannschaftswertung: Bronze

- Sven Höglund
Straßenrennen: 8. Platz
Mannschaftswertung: Bronze

- Arne Berg
Straßenrennen: 20. Platz
Mannschaftswertung: Bronze

- Folke Nilsson
Straßenrennen: 21. Platz

### Reiten
- Thomas Byström
Dressur: 4. Platz
Dressur Mannschaft: Silber

- Gustaf Adolf Boltenstern junior
Dressur: 8. Platz
Dressur Mannschaft: Silber

- Bertil Sandström
Dressur: 10. Platz
Dressur Mannschaft: Silber

- Clarence von Rosen
Springreiten: Bronze 
Vielseitigkeit: Bronze 
Springreiten Mannschaft: ausgeschieden
Vielseitigkeit Mannschaft: ausgeschieden

- Ernst Hallberg
Springreiten: 5. Platz
Vielseitigkeit: 5. Platz
Springreiten Mannschaft: ausgeschieden
Vielseitigkeit Mannschaft: ausgeschieden

- Arne Francke
Springreiten: ausgeschieden
Vielseitigkeit: ausgeschieden
Springreiten Mannschaft: ausgeschieden
Vielseitigkeit Mannschaft: ausgeschieden

### Ringen
- Herman Tuvesson
Bantamgewicht, griechisch-römisch: 4. Platz

- Oscar Lindelöf
Federgewicht, griechisch-römisch: 6. Platz

- Erik Malmberg
Leichtgewicht, griechisch-römisch: Gold

- Ivar Johansson
Weltergewicht, griechisch-römisch: Gold 
Mittelgewicht, Freistil: Gold

- Axel Cadier
Mittelgewicht, griechisch-römisch: Bronze

- Rudolf Svensson
Halbschwergewicht, griechisch-römisch: Gold

- Carl Westergren
Schwergewicht, griechisch-römisch: Gold

- Bror Vingren
Bantamgewicht, Freistil: 7. Platz

- Einar Karlsson
Federgewicht, Freistil: Bronze

- Gustaf Klarén
Leichtgewicht, Freistil: Bronze

- Ludvig Lindblom
Weltergewicht, Freistil: 6. Platz

- Thure Sjöstedt
Halbschwergewicht, Freistil: Silber

- Johan Richthoff
Schwergewicht, Freistil: Gold

### Schießen
- Bertil Rönnmark
Kleinkalibergewehr liegend 50 m: Gold

- Gustaf Andersson
Kleinkalibergewehr liegend 50 m: 5. Platz

- Karl August Larsson
Kleinkalibergewehr liegend 50 m: 8. Platz

### Schwimmen
- Eskil Lundahl
100 m Freistil: im Vorlauf ausgeschieden
200 m Rücken: im Vorlauf ausgeschieden

- Sigfrid Heyner
200 m Brust: im Vorlauf ausgeschieden

### Segeln
- Sven Thorell
Snowbird: 9. Platz

- Gunnar Asther
Star: Bronze

- Daniel Sundén-Cullberg
Star: Bronze

- Tore Holm
6-Meter-Klasse: Gold

- Olle Åkerlund
6-Meter-Klasse: Gold

- Åke Bergqvist
6-Meter-Klasse: Gold

- Martin Hindorff
6-Meter-Klasse: Gold

### Wasserspringen
- Ingeborg Sjöqvist
10 m Turmspringen: 4. Platz